# Chironia katangensis
Chironia katangensis är en gentianaväxtart. Chironia katangensis ingår i släktet Chironia och familjen gentianaväxter.

## Underarter
Arten delas in i följande underarter:
- C. k. katangensis
- C. k. verdickii